# Penganten (Balen)
Penganten is een bestuurslaag in het regentschap Bojonegoro van de provincie Oost-Java, Indonesië. Penganten telt 3550 inwoners (volkstelling 2010).